# ونوس لیسی
ونوس لیسی (انگلیسی: Venus Lacy؛ زادهٔ ۹ دسامبر ۱۹۶۷) بازیکن بسکتبال اهل ایالات متحده آمریکا بود.
از باشگاه‌هایی که در آن بازی کرده‌است می‌توان به باشگاه فوتبال رین اشاره کرد.
وی در مسابقات کشوری و بین‌المللی در مجموع برندهٔ ۱ مدال طلا، ۱ مدال برنز شده‌است.